# Journal of Chromatography A
Journal of Chromatography A (abrégé en J. Chromatogr. A) est une revue scientifique à comité de lecture. Cet hebdomadaire publie des articles de recherches originales sur les aspects fondamentaux et appliqués de la science de la séparation.
D'après le Journal Citation Reports, le facteur d'impact de ce journal était de 4,169 en 2014. Actuellement, les directeurs de publication sont J. G. Dorsey (Florida State University, États-Unis), R. W. Giese (Northeastern University, États-Unis), C. F. Poole (Wayne State University, États-Unis), M.-L. Riekkola (Université d'Helsinki, Finlande), P. J. Schoenmakers (Universiteit van Amsterdam, Pays-Bas), V. Schurig (Université de Tübingen, Allemagne), N. Tanaka (Université des arts et techniques de Kyōto, Japon), S. Terabe, P. R. Haddad (Université de Tasmanie, Australie) et S. Fanali.